# Jorge Enrique Lozano Zafra
Jorge Enrique Lozano Zafra (* 13. April 1938 in Bogotá) ist emeritierter Bischof von Ocaña.

## Leben
Jorge Enrique Lozano Zafra empfing am 19. Dezember 1964 die Priesterweihe.
Papst Johannes Paul II. ernannte ihn am 28. Juni 1993 zum Bischof von Ocaña. Die Bischofsweihe spendete ihm der Apostolische Nuntius in Kolumbien, Paolo Romeo, am 6. August desselben Jahres; Mitkonsekratoren waren Héctor Rueda Hernández, Erzbischof von Medellín, Darío Castrillón Hoyos, Erzbischof von Bucaramanga, und Rafael Sarmiento Peralta, Erzbischof von Nueva Pamplona.
Papst Franziskus nahm am 15. Mai 2014 seinen altersbedingten Rücktritt an.